# Неровний Сергій Вікторович
Сергій Вікторович Неровний (нар. 28 листопада 1975) — український футболіст, який грав на позиції півзахисника. Найбільш відомий за виступами в клубі «Металург» із Запоріжжя у вищій українській лізі.

## Кар'єра футболіста
Сергій Неровний розпочав займатися футболом у місцевому СДЮШОР при клубі «Металург». З 1993 року він розпочав залучатися до матчів головної команди «Металурга», проте спочатку до основи команди не проходив, і керівництво клубу віддало футболіста до клубу другої ліги «Дружба» з Бердянська, в якому він грав до кінця 1993 року. На початку 1994 року Неровний повернувся до «Металурга», й у липні дебютував у вищій українській лізі в головній команді клубу, проте зіграв лише 2 матчі, та перейшов до складу запорізької команди другої ліги «Віктор», у якій грав до кінця сезону 1994—1995 років. У сезоні 1997—1998 років Сергій Неровний грав у складі аматорської команди «Даліс».